# 室内乐
室内乐（英語：Chamber music），又稱室乐，是一种古典音乐作品的体裁，为几件在室内演奏的乐器所作。室内乐由二到十人合奏，每人各演奏一个声部，通常不含独奏。室內樂的“室内”意指音乐可以在空间较小的室内演奏。

## 演奏
室内乐一般不设指挥，所以每个表演者拥有较大的自由发挥空间。从组织上来说，室内乐的费用与设施需求较管弦乐团小。许多古典音乐家喜欢演奏室内乐。虽然许多室内乐作品业余爱好者也可以演奏，但总的来说室内乐需要较高的技术能力与艺术修养，不适合初学者。

## 室内乐团
下面是部分常见的室内乐团配备方式。
| 参与人数 | 名称              | 常见乐团形式             | 乐器                                | 备注 |
| --- | ----------------- | ------------------------ | ----------------------------------- | --- |
| 2 | 二重奏（duo）     | 双钢琴二重奏             | 2钢                                 | |
| 2 | 二重奏（duo）     | 乐器二重奏               | 任何乐器+钢                         | 一般奏鸣曲多使用此种组合方式：如小提琴，大提琴，中提琴，法國号，巴松管，单簧管和长笛奏鸣曲。                                                               |
| 2 | 二重奏（duet）    | 钢琴二重奏               | 1钢，四手                           | |
| 2 | 二重奏（duet）    | 声乐二重唱               | 人声，钢                            | 艺术歌曲常采用这种形式。 |
| 2 | 二重奏（duet）    | 器乐二重奏               | 任意2种乐器                         | |
| 3 | 三重奏（Trio）    | 弦乐三重奏               | 小，中，大                          | |
| 3 | 三重奏（Trio）    | 钢琴三重奏               | 小，大，钢                          | |
| 3 | 三重奏（Trio）    | 单簧管，中提琴和钢琴     | 单，中，钢                          | 作品包括莫扎特的三重奏K498和舒曼(Fairy Tales Op. 132) 与布鲁赫(8 Pieces Op. 83) 的部分作品。                                                               |
| 3 | 三重奏（Trio）    | 长笛，中提琴和竖琴       | 长，中，竖琴                        | 包括德彪西(Sonata L. 137) 和阿诺德·巴克斯(Elegiac Trio GP 178) 的著名作品。                                                                                |
| 3 | 三重奏（Trio）    | 单簧管-小提琴-钢琴三重奏 | 单，小，钢                          | 20世纪开始流行；包括贝拉·巴托克(Contrasts Sz. 111)，达律斯·米约(Suite Op. 157b)，哈恰图良(Trio Op. 30) 等人的著名作品。                                    |
| 3 | 三重奏（Trio）    | 圆号三重奏               | 圆，单，钢                          | 多为19世纪的作品，最出名的是勃拉姆斯降E大调三重奏。 |
| 4 | 四重奏（Quartet） | 弦乐四重奏               | 2小，中，大                         | |
| 4 | 四重奏（Quartet） | 钢琴四重奏               | 小，中，大，钢                      | |
| 4 | 四重奏（Quartet） | 钢琴四重奏               | 小，单，大，钢                      | 少见，较名的作品是梅西安的《时间终结四重奏》（1941年）；不太出名的有：欣德米特（1938年）、瓦爾特·拉布爾（1896年）。                                        |
| 5 | 五重奏（Quintet） | 弦乐五重奏               | 2小，中，大加上另一中或大或低       | 中，莫札特弦樂五重奏 No.2, K. 406。大，舒伯特C大調五重奏 D. 956。低，安東寧·德弗札克G大調五重奏 Op. 77(B. 49)。                                            |
| 5 | 五重奏（Quintet） | 鋼琴五重奏               | 2小，中，大，钢                     | |
| 5 | 五重奏（Quintet） | 鋼琴五重奏               | 小，中，大，低，钢                  | 不常见，舒伯特的鳟鱼五重奏。 |
| 5 | 五重奏（Quintet） | 木管五重奏               | 长，单，双，巴，法                  | |
| 5 | 五重奏（Quintet） | 铜管五重奏               | 2小号，长号，大号，法               | |
| 6 | 六重奏（Sextet）  | 弦乐六重奏               | 2小，2中，2大                       | 重要作品包括勃拉姆斯的六重奏作品 Op. 18 和 Op. 36、荀白克的《昇華之夜》等、柴可夫斯基的《佛羅倫斯的回憶》等。                                              |
| 6 | 六重奏（Sextet）  | 钢琴六重奏               | 小，2中，大，低，钢                 | 孟德爾頌的鋼琴六重奏 Op. 110。 |
| 6 | 六重奏（Sextet）  | 钢琴与木管五重奏         | 长，双，单，巴，法，钢              | 如普朗克的六重奏。 |
| 6 | 六重奏（Sextet）  |                          | 单，2小，中，大，钢                 | 如普罗科菲耶夫的希伯来主题序曲 Op. 34（Overture on Hebrew Themes Op. 34。）。                                                                              |
| 7 | 七重奏（Septet）  |                          | 单，圆，巴，小，中，大，低          | 贝多芬著名的七重奏 Op. 20。 |
| 8 | 八重奏（Octet）   |                          | 单，法，巴，2小，中，大，低         | 舒伯特著名的、受贝多芬七重奏启发的八重奏作品 D. 803。 |
| 8 | 八重奏（Octet）   | 弦乐八重奏               | 4小，2中，2大                       | 门德尔松著名的弦乐八重奏 Op. 20。 |
| 8 | 八重奏（Octet）   | 双四重奏                 | 4小，2中，2大                       | 以两组弦乐四重奏組成，最突顯的例子是米堯的《第14號絃樂四重奏》和《第15號絃樂四重奏》，兩首作品既可獨立演奏，亦可同步演奏，形式和孟德爾遜的八重奏完全不同。 |
| 8 | 八重奏（Octet）   | 木管八重奏               | 2双，2单，2法，2巴                  | 莫札特 K375 與 K388。貝多芬 Op. 103。 |
| 9 | 九重奏（Nonet）   |                          | 長，雙，單，巴，圓，小，中，大，低  | 最初沒有固定組合，但因史博的九重奏所影響，漸漸形式了這種較常出現的組合。                                                                                   |
| 10 | 十重奏（Decet）   |                          | 2長，雙，cor anglais，2單，2巴，2圓 | 喬治·埃內斯庫的 D 大調管樂十重奏 Op. 14。 |
| 索引：小－小提琴；中－中提琴；大－大提琴；低－低音提琴； 钢－钢琴；长－长笛；双－双簧管；单－单簧管；巴－巴松管。 |                   |                          |                                     | |

室内乐团形式有許多种類。可参看每种乐器介绍中的组合例子。

## 著名活動
- 丹麥奥胡斯室內樂節